# Marostica
Marostica (Maròstega en vénitien,), est une commune italienne de la province de Vicence dans la région Vénétie en Italie. Elle est située à 30 km au nord de Vicence. Ses habitants sont appelés les marosticensi.
Marostica est connue dans le monde entier pour la partie d'échecs qui se déroule avec des personnages vivants sur la Piazza degli Scacchi chaque second week-en de septembre, les années paires. Cette tradition a commencé en 1923. Elle se serait inspirée d'un événement de 1454, bien qu'il n'y ait aucune preuve historique écrite. Pour cet événement historique, la ville de Vicence, capitale de la province, est également surnommée « la ville des échecs ».
La ville de Marostica bénéficie du label « Qualité touristique et environnementale », Bandiera arancione - « Pavillon Orange » décerné par le Touring Club Italiano. Marostica est également célèbre pour la production de la Cerise de Marostica (it), un produit bénéficiant d'une IGP.
Le cœur de Marostica est constitué par un ensemble médiéval particulièrement bien conservé et entouré d’une enceinte reliant le château supérieur au château inférieur.
C’est sur la place du château (piazza Castello), devant le château inférieur, qui se déroule tous les deux ans la partie d’échecs avec des personnages vivants, en costume du XVe siècle.

## Géographie
La ville est située dans une zone plate au pied du plateau d'Asiago (it), et est traversée par le torrent Longhella, qui prend sa source dans le hameau de San Luca.
Selon la classification de Köppen, Marostica bénéficie d'un climat tempéré typique des latitudes moyennes (Cfa), pluvieux ou généralement humide en toutes saisons mais avec des étés très chauds. Les précipitations sont concentrées sur les mois de mars à mai, avec une légère baisse pendant les mois d'été et une augmentation entre octobre et fin novembre. L'hiver est caractérisé par de fréquentes chutes de neige.

## Histoire

### Antiquité
Les pentes ensoleillées et les larges plaines en contrebas ont rendu la zone propice à l'établissement des hommes depuis la préhistoire, comme le démontrent les découvertes datant de cette période. Les traces postérieures remontent à l'époque des Paléovenètes et se concentrent surtout sur la colline de Pauso. Elles doivent certainement être reliées à la nécropole voisine d'Angarano, datant de la période Este I (XIIIe siècle - VIIe siècle av. J.-C.).
Après la chute de l'Empire romain, Marostica a connu l'alternance des dominations des Ostrogoths, des Byzantins et des Lombards. Durant cette dernière période, Marostica a été incluse dans le Duché de Vicence (it).
À la fin du IXe siècle la Vénétie est envahie par les Hongrois qui battent l'armée du Roi d'Italie Bérenger Ier de Frioul sur les rives de la Brenta entre Nove et Cartigliano le 24 septembre 899. Entre 917 et 921, Marostica et tout le territoire compris entre la rive gauche de l'Astico (it) et la rive droite de la Brenta avec le plateau d'Asiago est cédé, par l'empereur Bérenger Ier, à l'évêque Sibicone de Padoue, avec obligation de construire des châteaux et des ouvrages de défense contre les incursions des Hongrois.
Peu avant l'an 1140, Marostica devient le fief de la famille Ezzelini qui, à partir de ses possessions d'origine, les communes de Romano d'Ezzelino et Onara, avait réussi à s'étendre à d'autres centres importants tels que Bassano, Angarano et Cartigliano. Très vite, ils entrent en conflit avec la municipalité de Vicence et Marostica est l'une des localités contestées. En 1197, Marostica est pillée par les Vicentins. En 1218, un accord est conclu entre Ezzelino II « le Moine » et la municipalité de Vicence. Marostica est cédée à Vicence contre le paiement de 40 000 lires véronaises, avec l'obligation de détruire ses fortifications. Le conflit reprend en 1235, Ezzelino III « le Tyran » reconquit Marostica. Sa domination dura jusqu'en 1259, date à laquelle, lors de la bataille de Cassano d'Adda, Marostica est reprise par Vicence.
L'indépendance du Duché de Vicence cesse en 1266, et passe sous la domination de Padoue. La dynastie Scaligeri s'en empare en 1311 et Cangrande della Scala (ie) ordonne la construction du château de Marostica, divisé en deux édifices, le château inférieur et supérieur. Avec la construction des deux châteaux, les remparts de la ville sont également construits par Cansignorio della Scala en 1372, tout comme l'église de Sant'Antonio Abate, en 1383.
Entre 1387 et 1404, Marostica se trouve sous la domination de la famille Visconti avant de passer sous la Sérénissime République de Venise..

### Période vénitienne
Sous la Sérénissime, Marostica devient une commune avec son podestat (maire), tout en restant administrativement subordonnée à Vicence.
Le XVe siècle est une période de grand renouveau urbain, notamment les édifices sacrés : l'église de San Marco, la scoletta del Santissimo Sacramento (près de Sant'Antonio Abate), l'église de San Gottardo et surtout le couvent de San Sebastiano. La cathédrale a également bénéficié d'une restauration et d'un agrandissement.
Cette période de stabilité politique et de développement économique a été interrompu par la guerre de la Ligue de Cambrai. Après la désastreuse bataille d'Agnadel de 1509, les troupes de Maximilien de Habsbourg envahissent le territoire continental de Venise et Marostica est occupée et libérée à plusieurs reprises. En 1516, à la fin du conflit, les chantiers reprennent : le couvent dominicain de San Rocco est achevé et la petite église de San Benedetto est construite. Le siège du gouvernement est déplacé du château supérieur au château inférieur (mieux défendable) et au XVIIe siècle, le podestat Marino Nadal fait rénover la chapelle (aujourd'hui la salle du conseil).

### DuXIXesiècleà nos jours
Après la chute de la république de Venise en 1797, Marostica suit le sort de toute la Vénétie, passant sous la domination de Napoléon Bonaparte qui traversa la ville en volant tous les signes de Saint-Marc, dont la statue du lion sur la place, remplacés par des symboles révolutionnaires, comme l'Arbre de la Liberté de la Révolution française. S'ensuivit une période mouvementée au cours de laquelle la Vénétie est cédée à l'Autriche puis reprise par la France, avant de devenir autrichienne à la suite du Congrès de Vienne de 1815.
En 1866, à la fin de la troisième guerre d'indépendance italienne, la Vénétie intègre le royaume d'Italie. La ville se développe grâce à l'industrie de la paille, qui a fait de la ville un des centres les plus importants du secteur jusqu'à la Première Guerre mondiale.
Pendant la période du fascisme italien, de 1914 à 1943, les deux châteaux ont été entièrement restaurés, travaux achevés en 1936. Administrativement, les communes de Crosara, San Luca, Vallonara, Valle San Floriano et Pradipaldo ont été intégrées dans la commune de Marostica en 1938.

## Économie
Depuis la fin du XIXe siècle jusqu'à la fin des années 1960, l'économie de Marostica était caractérisée par l'industrie de la production et la transformation de la paille. Les célèbres chapeaux de paille produits dans les usines de Marostica étaient commercialisés dans le monde entier.
Marostica a été le siège de nombreuses entreprises du secteur de l'habillement (Belfe, Breco's, etc.), aujourd'hui c'est le siège de la marque italienne Diesel, de la société d'électronique et électrotechnique Vimar (dont la marque reprend le nom de son fondateur Walter Viario et de la ville : VIaro MARostica) et Pizzato Elettrica, société leader dans le secteur des micro-interrupteurs. Aujourd'hui, de nombreuses activités se sont développées dans les domaines des technologies de l’information et de la communication en ligne.
Marostica a obtenu la reconnaissance de qualité IGP pour ses cerises.

## Culture et patrimoine

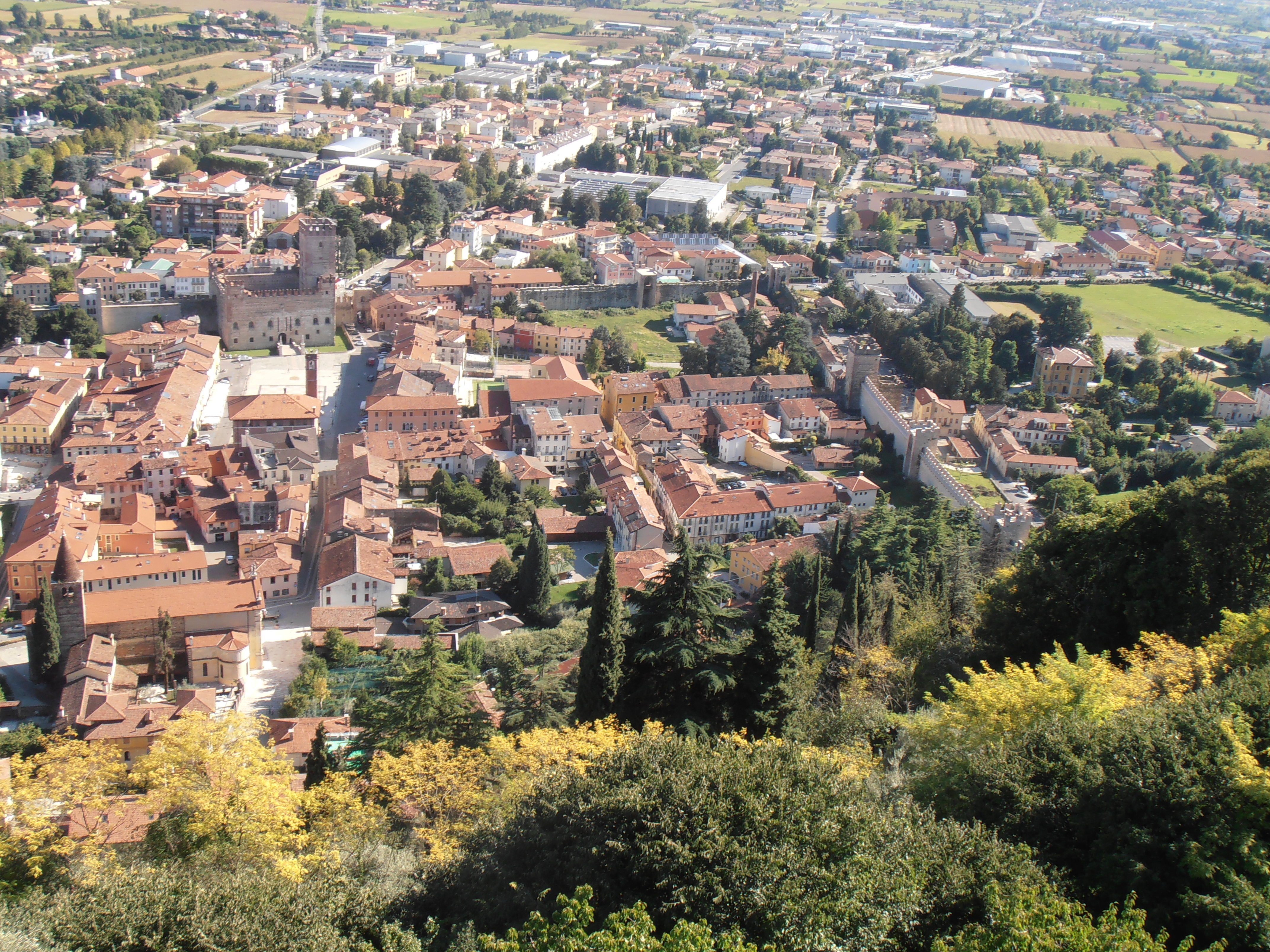
vue du château supérieur
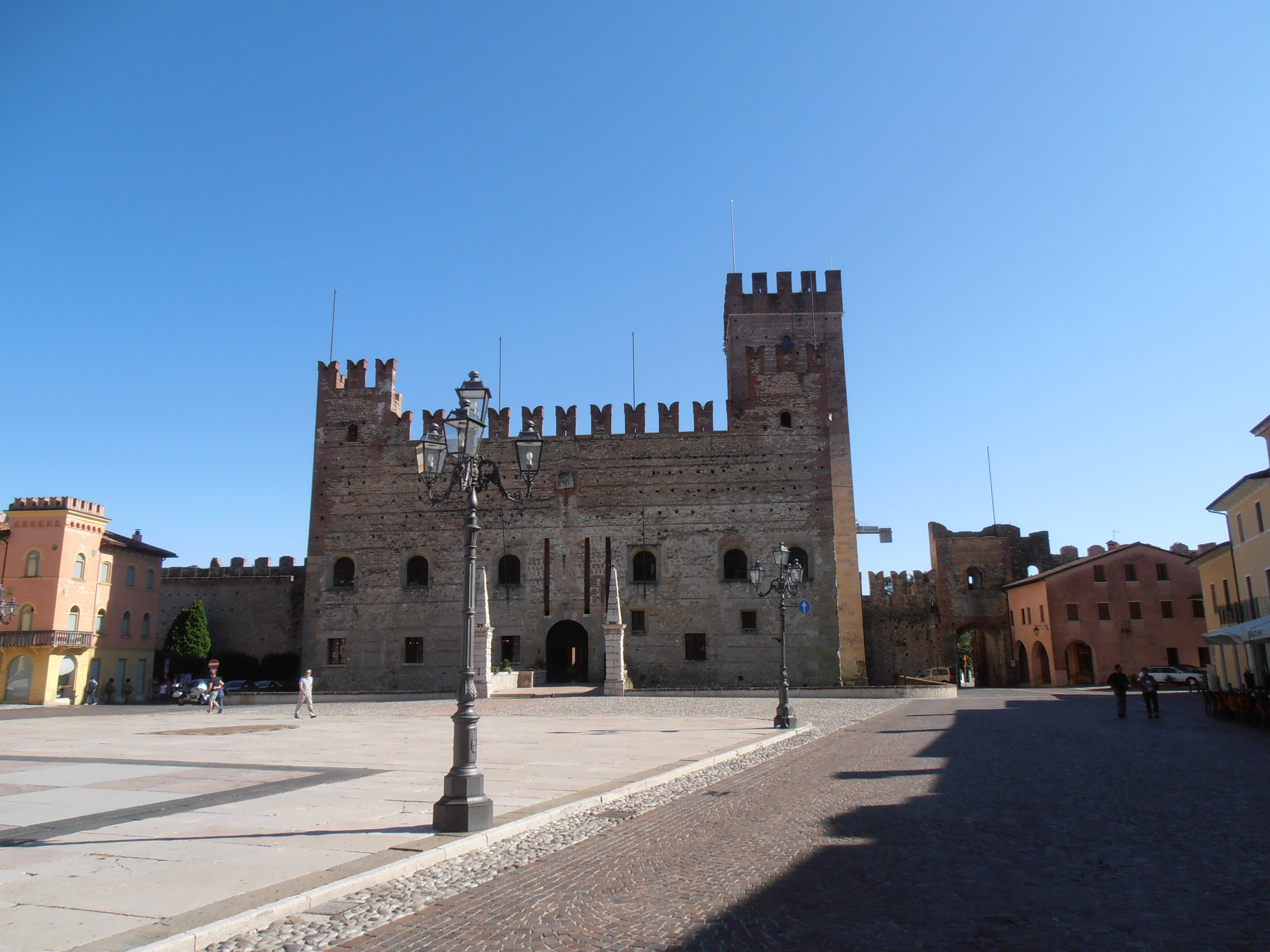
piazza Castello et château inférieur
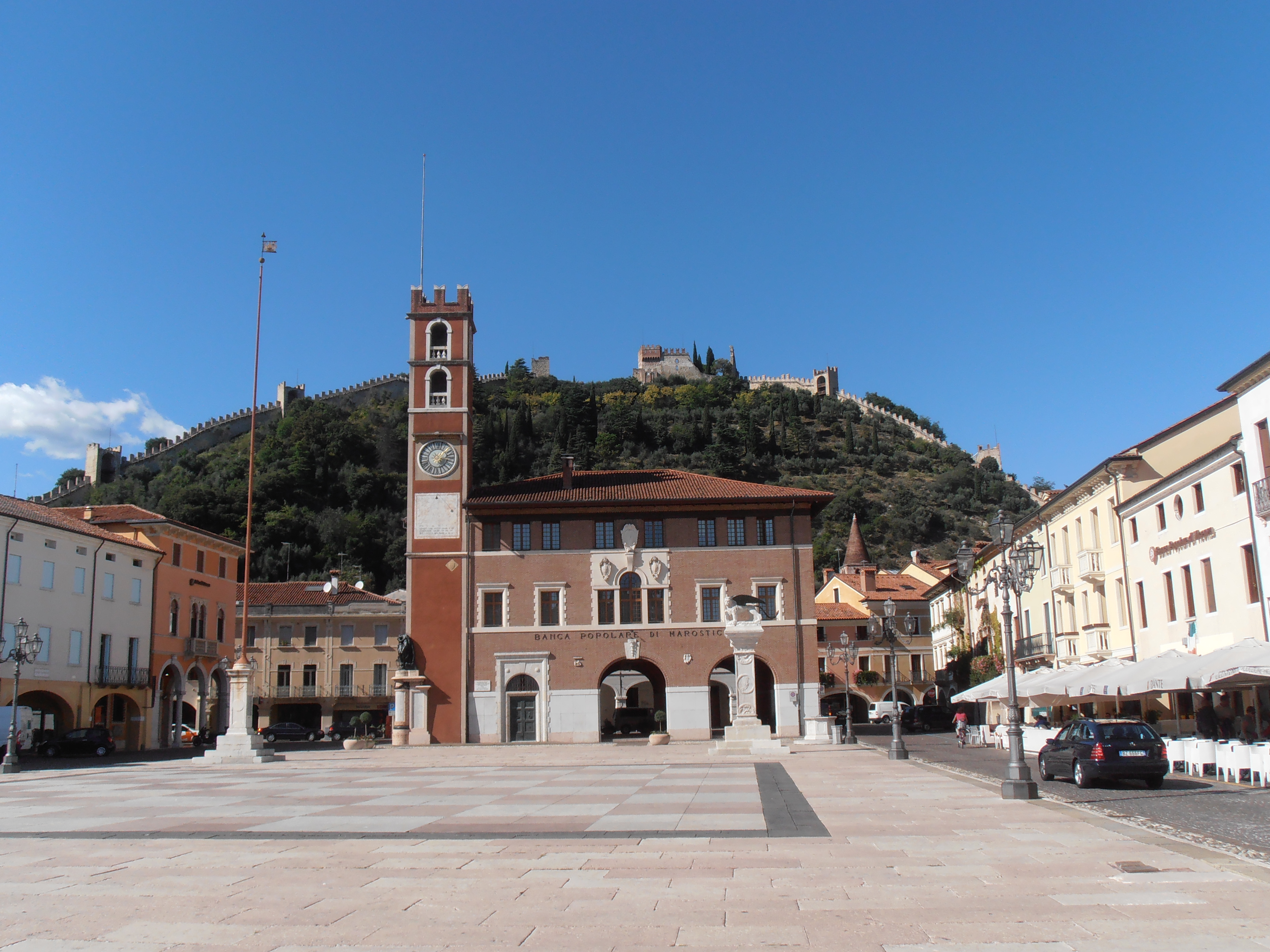
piazza Castello et château supérieur
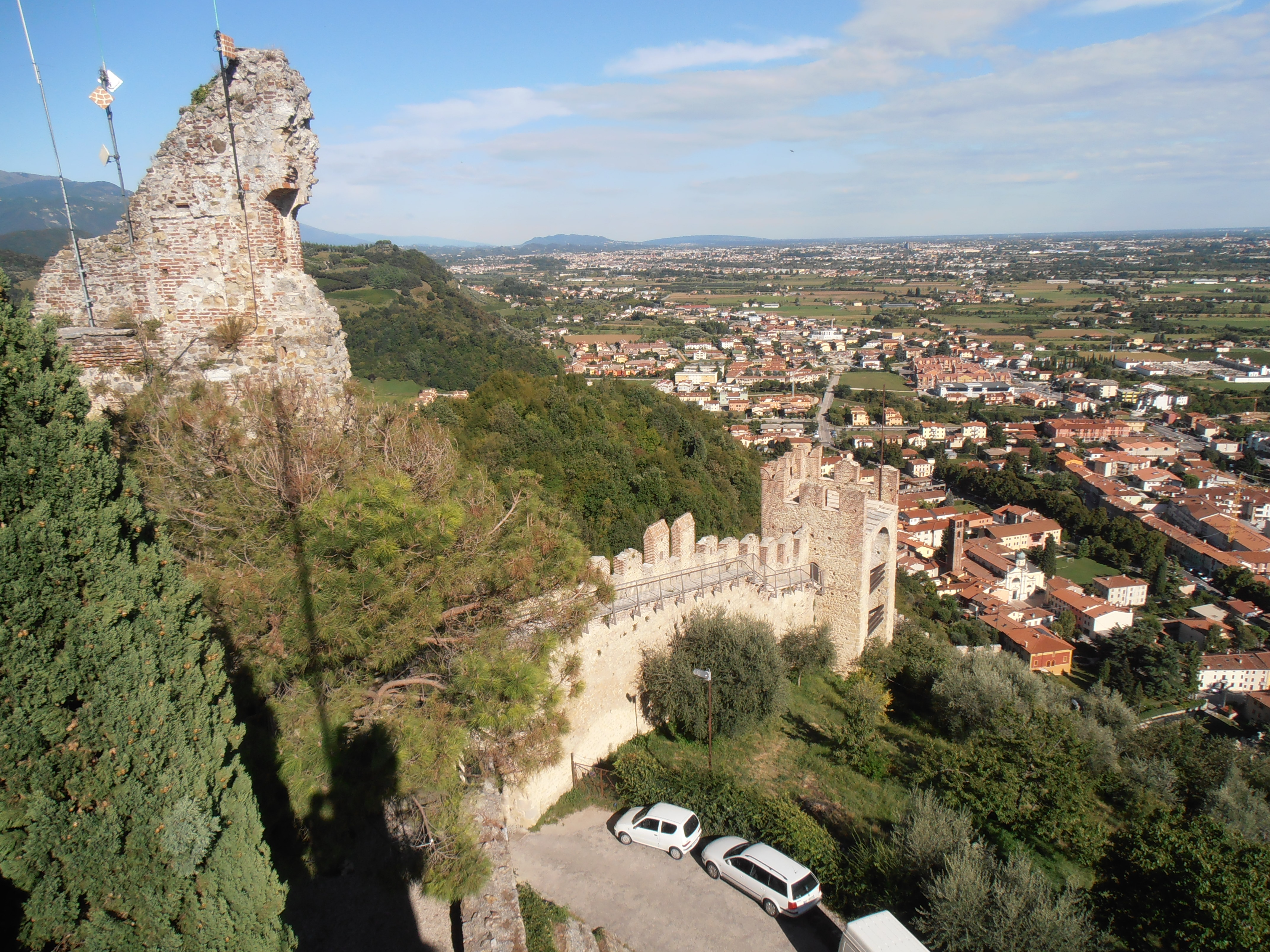
vue du château supérieur

- Le château Supérieur (forteresse)
- Le château Inférieur (XVIe siècle ; actuelle mairie)
- L'église San Antonio contient une œuvre de Jacopo Bassano, avec la participation de son fils Francesco, Le Prêche de saint Paul, datant de 1574[9].

## Événement commémoratif

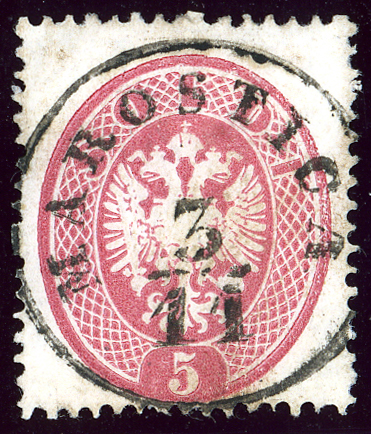
Timbre du Royaume lombardo-vénitien de 1863, 5 soldi oblitéré à Marostica

Dans la ville de Marostica se déroule chaque année une manifestation particulière et très fréquentée sur la Piazza degli Scacchi devant le château et à l'intérieur du château :
Elle a lieu le second weekend de septembre des années paires : c'est la partie d'échecs vivante dont l'origine remonte à l'année 1454, avec un spectacle regroupant 600 figurants. Les pièces de l'échiquier sont des personnes en costume de l'époque, avec accessoires et chevaux. Le reste du temps, les costumes peuvent être observés dans un petit musée, situé dans le château.
La partie d'échecs fait référence à l'histoire de deux nobles guerriers, Rinaldo d'Angarano et Vieri da Vallonara, qui étaient tous deux amoureux de la belle Lionora. Le père de Lionora, le châtelain de Marostica, Taddeo Parisio, interdit aux deux prétendants de se battre en duel comme l'aurait voulu l'usage de l'époque, et leur ordonna de jouer une partie du noble jeu d'échecs. Taddeo Parisio décida que le vainqueur de la partie pourrait alors épouser la belle Lionora, tandis que le perdant épouserait sa sœur cadette Oldrada.

## Fêtes et foires
La ville de Marostica organise des manifestations presque tous les dimanches :
- le marché des antiquités a lieu chaque premier dimanche du mois sur la Piazza degli Scacchi et le long de la Via Mazzini ;
- la fête du printemps ;
- la fête des cerises fin mai ;
- chaque printemps est présenté le Salon International du dessin humoristique Umoristi a Marostica, qui organise, depuis 1969, une exposition thématique, avec des œuvres des plus grands artistes internationaux du graphisme humoristique ;
- le Palio dea Caretera est organisé depuis 2007, le second dimanche du mois de juin, en commémoration de l'ancienne Caretera Marostogana, qui avait lieu dans les années 1956-1957-1958. La Caretera est une course de charrettes sans moteur conduites par un équipage de deux personnes sur les pentes raides entre le Château Haut et le Château Bas ;
- la Sagra, fête traditionnelle de San Simeone, saint patron de la ville, se tient en octobre.

Marostica est jumelée avec la ville de Tendō au Japon, où se déroule une partie d'échecs (Shōgi) également avec des personnages vivants.

## Administration
| Période                                  | Période  | Identité           | Étiquette               | Qualité                |
| ---------------------------------------- | -------- | ------------------ | ----------------------- | ---------------------- |
| 1999                                     | 2004     | Alcide Bertazzo    | l.Nord-Civiche          | Maire                  |
| 2004                                     | 2009     | Alcide Bertazzo    | l.Nord-Civiche          | Maire                  |
| 2009                                     | 2012     | Gianni Scettro     | l.Nord-Civiche          | Maire                  |
| 2012                                     | 2013     | Renata Carletti    |                         | Commissaire préfecture |
| 2013                                     | 2018     | Marica Dalla Valle | Liste « Più Marostica » | Maire                  |
| 2018                                     | 2018     | Renata Carletti    |                         | Commissaire préfecture |
| 2018                                     | En cours | Matteo Mozzo       | Lega Nord               | Maire                  |
| Les données manquantes sont à compléter. |          |                    |                         |                        |

### Hameaux
Crosara, Marsan, Pradipaldo, San Luca, Valle San Floriano, Vallonara.

## Villes jumelées
- São Bernardo do Campo (Brésil)
- Tendō (Japon) depuis 1989
- Mignano Monte Lungo (Italie)
- Montigny-le-Bretonneux (France) depuis le 23 juin 2007[11],[12]

### Communes limitrophes
Bassano del Grappa, Conco, Lusiana, Mason Vicentino, Molvena, Nove, Pianezze, Salcedo, Schiavon

## Personnalités liées à Marostica
- Silvia Covolo (1981-), femme politique italienne ;
- Giovanni Martini (1876-1905), écrivain né à Marostica ;
- Mario De Donà, qui a remporté, en 2003 le prix spécial du jury du 35e Festival international Umoristi à Marostica ce qui clôturait en quelque sorte sa carrière couronnée de plus de huit cents prix, médailles et trophées.